# ミハイル・ザドルノフ
ミハイル・ミハイロヴィチ・ザドルノフ（ロシア語: Михаи́л Миха́йлович Задо́рнов、ラテン文字表記の例：Mikhail Mikhailovh Zadornov、1963年5月4日 - ）は、ソビエト連邦およびロシアのエコノミスト、政治家。1997年から1999年までロシア連邦財務大臣（大蔵大臣）。ロシア連邦議会下院国家会議代議員。モスクワ出身。

## 生い立ち
地理学者の家庭に生まれ、少年時代をカムチャツカ地方で過ごす。こうしたことも機縁となり、後に1995年同地区から下院選挙に立候補している。1980年モスクワ第875高校を卒業。成績優等で金メダルを受賞している。1984年プレハーノフ記念モスクワ国民経済大学を卒業する。

## エコノミスト
1985年から1986年兵役を経て、1988年ソ連科学アカデミー付属経済学研究所勤務。1989年「工業企業における固定資本刷新の投資効率」という論文を発表する。同年ソ連最高会議計画予算委員会専門員。1990年グリゴリー・ヤヴリンスキーを長とするロシア共和国閣僚会議国家経済改革委員会に参加し、500日計画策定に参加した。1991年ヤヴリンスキーの下、経済政策調査センター（エピトツェントル）執行役員・上級研究員に就任。ザドルノフは、エピトツェントルの経済改革プロジェクト（1991年「可能性への同意」ハーバード大学、1992年「ニジニ・ノブゴロド」）に参加している。

## 政治家
こうした経緯もあり、1993年関係の深かったヤヴリンスキーが結成したヤブロコに参加する。1994年ヤブロコから下院国家会議議員に当選する。下院では予算・税・金融委員会委員長を勤めた。1996年再選。第2期国家会議でも予算委員長。1997年11月から1999年5月、ヴィクトル・チェルノムイルジン内閣、セルゲイ・キリエンコ内閣、エフゲニー・プリマコフ内閣で蔵相。蔵相就任はヤブロコの了解を得ていなかったため、党を除名された。
1999年5月25日、第一副首相（マクロ経済、財政担当）に任命されたが、後任の蔵相にミハイル・カシヤノフ大蔵第一次官が任命されたことに抗議して、5月28日、第一副首相を辞任した。ザドルノフの辞任（解任）については、エリツィン政権でエリツィン大統領の家族を中心とする側近グループ（セミヤー）の一員として隠然たる勢力を誇るボリス・ベレゾフスキーがザドルノフを嫌い、エリツィンを動かしたともいわれる。第一副首相辞任後は9月まで、IMF大統領特別代表。10月から12月まで、ロシア貯蓄銀行（ズベルバンク）大統領特別顧問。 
2000年下院選挙にヤブロコから立候補し三選。第三議会では予算副委員長、予算審議委員。2004年下院議員に四選する。しかし、ヤブロコは惨敗し、当選後は会派を構成することができず、無所属・独立系となる。下院では予算・税委員会に所属。
2005年4月からロシア共和党に所属。